# Aspenbach (Kupfer)
Der Aspenbach ist ein Bach auf dem Gebiet der Gemeinde Kupferzell im Hohenlohekreis im nordöstlichen Baden-Württemberg, der nach einem unter 2,5 km langen, etwa westlichen Lauf bei der Stegmühle unterhalb des Weilers Bauersbach der Gemeinde von rechts in die obere Kupfer mündet. 

## Geographie

### Verlauf
Der Aspenbach entsteht am Westrand von Eschental auf etwa 384 m ü. NHN. Unterhalb der K 2366 (Haller Straße) entspringen zwei Quellarme, die nach etwa 50 Metern zusammengeführt werden. Der Bach fließt insgesamt recht beständig nach Westen, passiert drei Aussiedlerhöfe und ein kleines Waldstück, bevor er nach 2,4 km auf etwa 336 m ü. NHN im Gewann Schlat von rechts in die Kupfer mündet. Bei einem Gesamtgefälle von etwa 52 Höhenmetern hat er ein mittleres Sohlgefälle von etwa 22 ‰ und keine wesentlichen Zuflüsse.
Quelle und Lauf sind ganz landwirtschaftlichen Maßgaben angepasst, der Lauf ist größtenteils begradigt. Vor dem Bau der K 2366, die den Westrand von Eschental tangiert, floss ein Teil des Wassers durch diesen Ort ostwärts zum Eschentalerbach.

### Einzugsgebiet
Der Aspenbach entwässert etwa 1,7 km² des Unterraums Kupferzeller Ebene und Kocheneck des Naturraums Hohenloher und Haller Ebene. Die beiden höchsten Erhebungen im Einzugsgebiet liegen auf zwei beackerten Kuppen, an dessen Nordostecke nördlich des Eschentaler Sportplatzes auf 410,5 m ü. NN und an der Südostecke beim Wasserreservoir etwas im Süden von Eschental sogar auf 422 m ü. NN.
Zwischen ihnen grenzt die hydrologisch bedeutendste Wasserscheide im Osten ans Einzugsgebiet des Eschentaler Bachs, der weit oberhalb des Aspenbach-Vorfluters Kupfer in den Kocher entwässert; dem Eschentaler Bach fließt unmittelbar jenseits durch das mit seinem Westrand noch auf flachem Sattel liegende Eschental der Eschentalbach (!) zu; der ältere Siedlungsteil des Orts liegt dagegen in dessen sich stark eintiefendem, kurzem Tal. Die am Wasserreservoir ansetzende südsüdöstliche Wasserscheide läuft über die K 2364 hinweg und trennt vom Einzugsgebiet des Waschbachs, der an seinem Laufende nur wenige hundert Meter weiter südlich und oberhalb in die Kupfer mündet und den nur wenige hundert Meter außerhalb an der liegenden Weiler Einweiler entwässert. Jenseits der nördlichen Wasserscheide von der Mündung an bis zum genannten zweithöchsten Punkt fließt der nächste und parallele Kupferzufluss Goggenbach ab dem Dorf Goggenbach talwärts.
Der einzige größere Ort im Einzugsgebiet ist – nur mit seinem westlichen Teil – das Dorf Eschental, daneben gibt es darin nur noch einen zu Goggenbach gehörenden Aussiedlerhof links am Mittellauf. Der kleinere Oberlaufanteil des Einzugsgebietes liegt auf der Eschentaler Teilortgemarkung von Kupferzell, der deutlich überwiegende Teil des Rests auf der von Goggenbach, ein nur kleiner Zwickel links den Unterlaufs auf der von Westernach. Der größte Teil der Fläche liegt in freier Flur und steht meist unterm Pflug. An Waldanteil gibt es fast nur die unter 16 ha große Waldinsel Aspen links des Unterlaufs; wo diese unmittelbar an den Lauf grenzt, finden sich die einzigen natürlichen Mäander des Bachs.

## Geologie
Wie der nahe Waschbach entspringt der Aspenbach am Rande unterschiedlich großer, im Quartär abgelagerten Lösssedimentinseln, die auf der Hohenloher Ebene die umgebenden Hügelhöhen einnehmen. Darunter liegt der Lettenkeuper (Erfurt-Formation), die in der Region einzige Schicht des Unterkeupers, der das ganze übrige Einzugsgebiet bis hinunter zur Mündung bedeckt. Der im Untergrund der flachhügeligen Hohenloher Ebene liegende und für das wenig profilierte Relief verantwortliche Muschelkalk ist nur außerhalb des Einzugsgebietes aufgeschlossen, am nächsten in den tiefer eingeschnittenen Tälern des Eschentalerbachs und seines Vorfluters Eschentaler Bach im Osten.

### LUBW
Amtliche Online-Gewässerkarte mit passendem Ausschnitt und den hier benutzten Layern: Lauf und Einzugsgebiet des Aspenbachs

Allgemeiner Einstieg ohne Voreinstellungen und Layer: Daten- und Kartendienst der Landesanstalt für Umwelt Baden-Württemberg (LUBW) (Hinweise)
1. 1 2 3  Höhe nach dem Höhenlinienbild auf dem Hintergrundlayer Topographische Karte.
2. ↑  Länge nach dem Layer Gewässernetz (AWGN).
3. ↑  Einzugsgebiet abgemessen auf dem Hintergrundlayer Topographische Karte.
4. 1 2 3  Höhe nach schwarzer Beschriftung auf dem Hintergrundlayer Topographische Karte.

### Andere Belege
1. ↑  Wolf-Dieter Sick: Geographische Landesaufnahme: Die naturräumlichen Einheiten auf Blatt 162 Rothenburg o. d. Tauber. Bundesanstalt für Landeskunde, Bad Godesberg 1962. → Online-Karte (PDF; 4,7 MB)
2. ↑  Geologie nach: Mapserver des Landesamtes für Geologie, Rohstoffe und Bergbau (LGRB) (Hinweise)